# Negenoog (verkeerslicht)

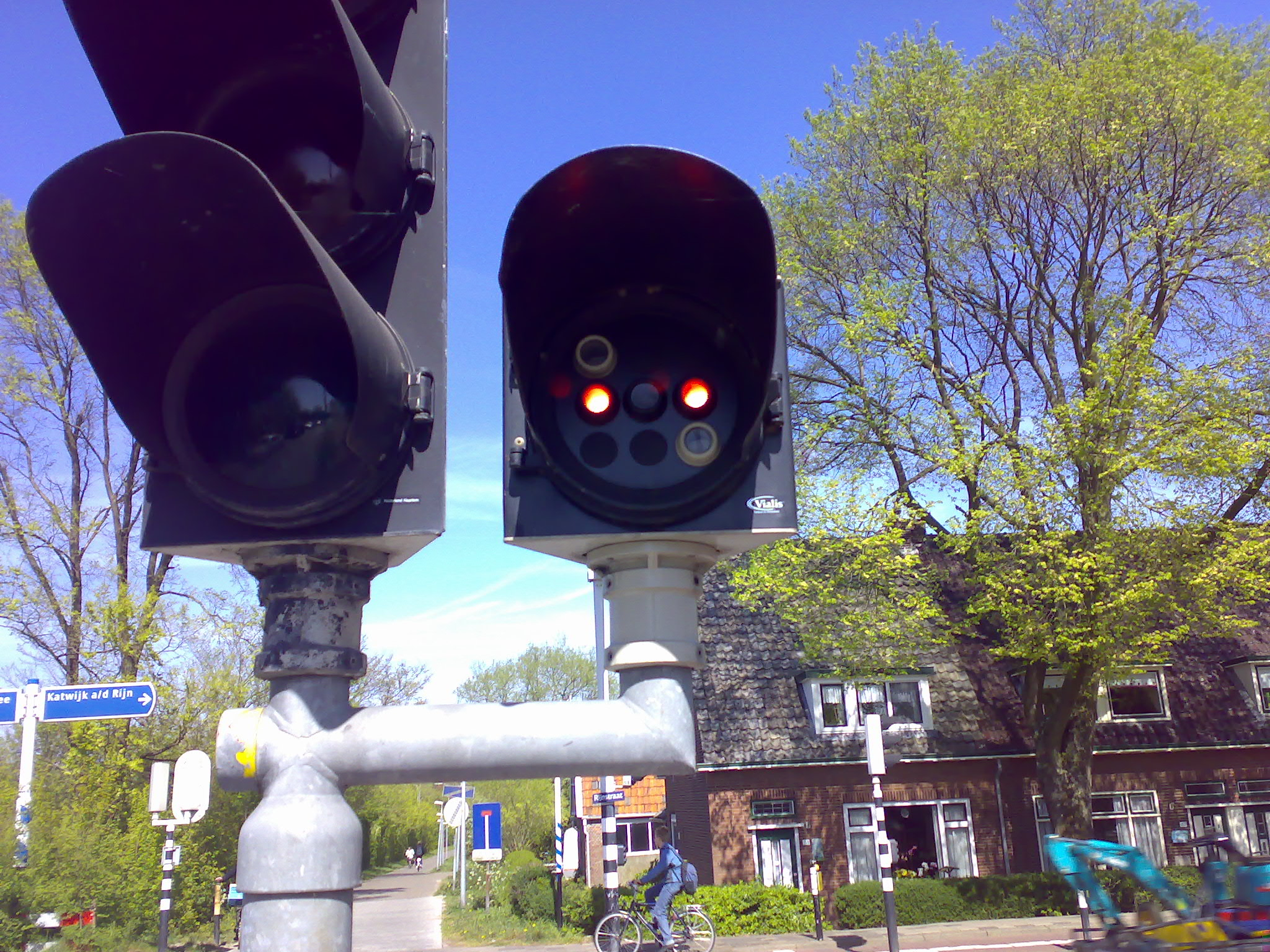
Vialis Classic negenoog voor links afslaan met het rode licht aan

Een negenoog is een in Nederland gebruikt type verkeerslicht bestemd voor lijnbussen en trams. De negenoog wordt, onder de naam tram-/buslicht, besproken in RVV artikel 70, en in de Regeling Verkeerslichten, artikel 1.56 t/m 1.71 en Bijlage II. , Staat een negenoog bij een busstrook of busbaan, dan geldt hij ook voor andere voertuigen die daar rijden, wat meestal toegestaan is voor taxi's.
Het werd begin jaren 1970 ontwikkeld om een einde te maken aan de vele verschillende lichten die er in Nederland gebruikt werden. Zo waren er in Amsterdam lichten met "tram", in Rotterdam met "T", en in Den Haag met "TR". Vanaf 1973 werden de negenogen landelijk ingevoerd, ook voor bussen.
Een negenoog toont maximaal zeven lampjes in de ruimte waarin een verkeerslicht normaliter één lamp heeft: vier witte, twee rode en een geel. Afhankelijk van de richtingen die moeten worden getoond, kunnen er minder lampjes zijn, maar minstens vijf: twee rode, twee witte en een geel. De rode lampjes staan op de middelste rij links en rechts, horizontaal tegenover elkaar. Wanneer ze branden heeft dit dezelfde betekenis als het rode licht voor overig verkeer. Het gele lampje zit in het midden en heeft ook dezelfde functie als het gele licht voor overig verkeer.
De witte lampjes hebben allen een grijze ring, zodat bij geel of wit licht, de bedoelde richting duidelijk is.
De witte lichten staan altijd verticaal of diagonaal tegenover elkaar en geven behalve dezelfde betekenis te hebben als het groene licht op 'normale' verkeerslichten, ook de richting aan waarvoor het licht geldt. Geldt een wit licht voor meerdere richtingen, dan kan dit aangegeven worden door op de bovenste rij een tweede en eventueel een derde wit licht te laten branden, op deze manier in twee of drie richtingen wijzend. Als de witte lampjes knipperen betekent dit dat er nog kruisend verkeer mogelijk is.

Bovenste rij: de verschillende beelden die het negenoog kan tonen, daaronder de respectievelijke beelden op de in Duitsland en België gebruikte OV-lichten. Van links naar rechts: rechtdoor doorrijden; linksaf doorrijden; rechtsaf doorrijden; alle richtingen doorrijden; stop indien mogelijk; stop.